# Heterospilus chaoi
Heterospilus chaoi (лат.) — вид наездников рода Heterospilus из подсемейства Doryctinae семейства бракониды (Braconidae). Встречаются в Центральной Америке: эндемик Коста-Рики.

## Описание
Мелкие перепончатокрылые насекомые, длина от 3,0 до 3,5 мм. Голова жёлтая или светло-коричневая; грудь тёмно-коричневая (часто мезоскутум, проплеврон, и низ светло-коричневые или жёлтые); ноги и скапус жёлтые (скапус с коричневой латеральной продольной полоской), флагеллум коричневый с апикальным белыми 3-5-м флагелломерами. Метасомальные 1-3-й тергиты коричневые, 4-7-й тергиты светло-коричневые или жёлтые. Вертекс и лоб поперечно бороздчатые; 4-7-й метасомальные тергиты гладкие. Скутеллюм гладкий, мезоплеврон гранулированный, лицо бороздчатое. Маларное пространство больше чем 0,25 от высоты глаза. Жгутик усика состоит из 25-26 члеников. Расстояние между оцеллием и сложным глазом равно примерно 2,0—2,5-кратному диаметру бокового оцеллия. Яйцеклад длиннее брюшка. В переднем крыле развита радиомедиальная жилка. Передняя голень с единственным рядом коротких шипиков вдоль переднего края. На задних тазиках ног есть отчётливый антеровентральный базальный выступ, вертекс головы сбоку у глаз нерезко угловатый. Предположительно, как и другие виды рода Heterospilus, паразитируют на жуках или бабочках. Вид был впервые описан в 2013 году американским гименоптерологом Полом Маршем (Paul M. Marsh; Норт-Ньютон, Канзас, США) с группой американских коллег-энтомологов (Wild Alexander L., Whitfield James B.; Иллинойсский университет в Урбане-Шампейне, Эрбана, Иллинойс, США) и назван в честь крупного китайского специалиста по наездникам-браконидам Х.-Ф. Чао (Hsiu-Fu Chao, Fujien, Китай), в лаборатории которого авторы дважды бывали и работали. От близких видов Heterospilus chaoi отличается длинным яйцекладом, а также жилкованием крыльев (жилка r переднего крыла короче, чем жилка 3RSa; в заднем крыле присутствует жилка SC+R, а жилка M+CU короче жилки 1M).